# Dilatino
Le dilatino est le superpartenaire du dilaton. Son existence est prédite par plusieurs résultats de la théorie des cordes.